# خودزندگی‌نامه

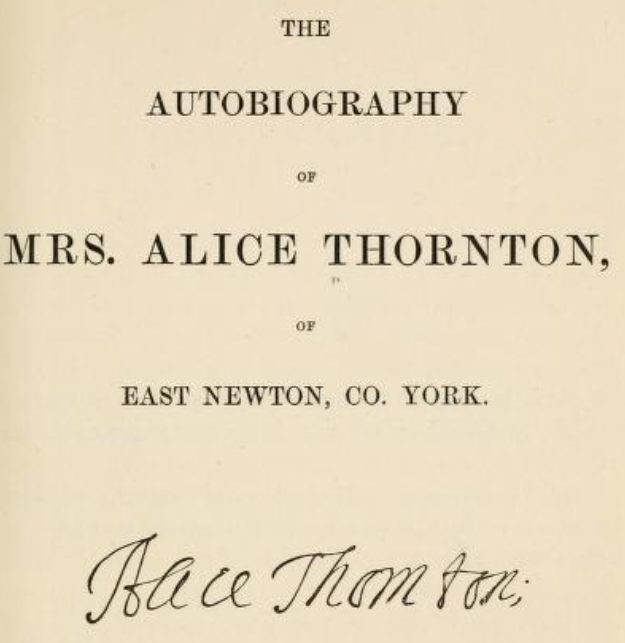
صفحه عنوان زندگینامه آلیس تورنتون از سال 1875

خودزندگی‌نامه، اتوبیوگرافی، خویش‌نامه، حسبِ‌حال، یا سرگذشت خود، زندگی‌نامه‌ای است که به‌دستِ خودِ فرد نوشته می‌شود.
در روایت‌شناسی، خودزندگی‌نامه روایتی است دربارهٔ نویسنده که آشکارا یا به‌طور ضمنی ادعا می‌کند حقیقی یا به عبارت دیگر غیرداستانی است. خودزندگی‌نامه‌ها فرم‌های گوناگونی دارند و حتی ممکن است مانند کتاب تعلیمات هنری آدامزروایت سوم‌شخص داشته باشند. خودزندگی‌نامه مفهوم قرص و محکمی نیست و این حوزه پر است از روایت‌هایی که در قلمرو نامشخص بین خودزندگی‌نامه و داستان قرار می‌گیرند؛ مانند رمان چهرهٔ مرد هنرمند در جوانی اثر جیمز جویس یا کتاب زن جنگجو: خاطرات گذار نوجوانی در میان ارواح اثر م‍ک‍س‍ی‍ن ه‍ان‍گ ک‍ی‍ن‍گ‍ست‍ون.

## تفاوت با خاطرات
خودزندگی‌نامه اندکی در ذات با کتاب‌های خاطرات تفاوت دارد. در حالی که خودزندگی‌نامه نوعاً بر زندگی، سرگذشت و چگونگی گذران زندگی نویسنده‌اش تمرکز دارد، خاطرات و یادداشت‌ها تمرکز باریک‌بینانه و ژرف‌نگرانه‌تری بر خاطره‌ها، احساس‌ها و عاطفه‌های نویسندهٔ خویش دارند. خاطره‌نوشت‌ها اغلب توسط سیاست‌مداران و فرماندهان نظامی، به عنوان راهی برای ثبت و نشر عمومی گزارشی از کارهای برجستهٔ خود نوشته شده‌اند.

## گونه‌های خودزندگی‌نامه

### خودزندگی‌نامه به عنوان نقد تمامیت‌خواهی
قربانیان و مخالفانِ نظام‌های تمامیت‌خواه، گاه در قالب خودزندگی‌نامه‌نویسی، نقدهای جدی و اثربخشی را ضد نظام تمامیت‌خواهی –که نویسندهٔ اثر در آن زندگی می‌کرده‌است– به رشتهٔ تحریر درمی‌آورند.
در این دست از خودزندگی‌نامه‌ها، افسردگیها و اندوههای برخاسته از ستم‌های رژیم، یا گزارشِ مبارزاتِ نویسنده با دستگاهِ خودکامه پُررنگ است.

### خودزندگی‌نامهٔ افراد ناشناس
از سال‌های سده ۲۰ (میلادی) به این سو، برخی از کسانی که ادعایی پیرامونِ آوازه و سرشناسیِ خویش نکرده‌اند، به نوشتن و انتشارِ خودزندگی‌نامه دست زده‌اند. با کامروایی برخی از این آثار در ایالات متحده آمریکا - برای نمونه خاکسترهای آنجلا و رنگ آب - چه از دیدِ منتقدان و چه از دیدِ فروش و درآمد، بر شمارِ علاقه‌مندانِ این گونه از آثار افزوده گردیده‌است.

## در ادبیات فارسی
شکل مدرن این گونه از نوشتار، سابقهٔ زیادی در فرهنگ فارسی ندارد و تنها موارد انگشت‌شماری از آن را در دوره‌های پیشین می‌توان نام برد. علت این امر را وجود سنت تذکره‌نویسی دانسته‌اند که در آن، نویسنده به جای پرداختن به زندگی خود، زندگی استادانش را می‌نویسد و نگارش زندگی‌نامهٔ خود را به شاگردانش واگذار می‌کند. بررسی ساختار این تذکره‌ها در قرن‌های یازدهم و دوازدهم هجری قمری، نشان‌گر تحولی در این نوع نوشتار است و آن این که نویسندگان در پایان تذکره، بخشی را به شرح حال خود اختصاص می‌داده‌اند. همچنین شیوهٔ دیگری از اتوبیوگرافی در ادبیات فارسی دیده می‌شود که از قرن هفتم هجری قمری به بعد پدید آمده‌است. در این شیوه، نویسندگان در قالب بیان تاریخ دورهٔ خود، به شرح وقایع زندگی‌شان می‌پرداختند. خاطرات و خطرات نوشتهٔ مهدی‌قلی هدایت از همین نوع اتوبیوگرافی است که در دورهٔ معاصر تألیف شده‌است.